# Théophile Tilmant
Théophile Tilmant (* 9. Juli 1799 in Valenciennes; † 8. Mai 1878 in Asnières-sur-Seine) war ein französischer Geiger und Dirigent.
Tilmant war Schüler von Rodolphe Kreutzer. Er war zunächst Orchestermusiker an der Opéra-Comique und der Pariser Oper. Zwischen 1827 und 1832 leitete er das Orchestre du Gymnase musical, außerdem war er auch Dirigent am Théâtre-Italien. Von 1849 bis 1868 war er Chefdirigent der Opéra-Comique.
Unter seiner Leitung wurden unter anderem Le toréador (1848) und Le Sourd ou l’Auberge Pleine (1853) von Adolphe Adam und Galathée (1852) und Les noces de Jeannette (1853) von Victor Massé uraufgeführt. 1861 wurde er als Mitglied der Ehrenlegion ausgezeichnet.